# Trypanaresta flava
Trypanaresta flava är en tvåvingeart som först beskrevs av Adams 1904.  Trypanaresta flava ingår i släktet Trypanaresta och familjen borrflugor. Inga underarter finns listade i Catalogue of Life.